# Tyler Bates

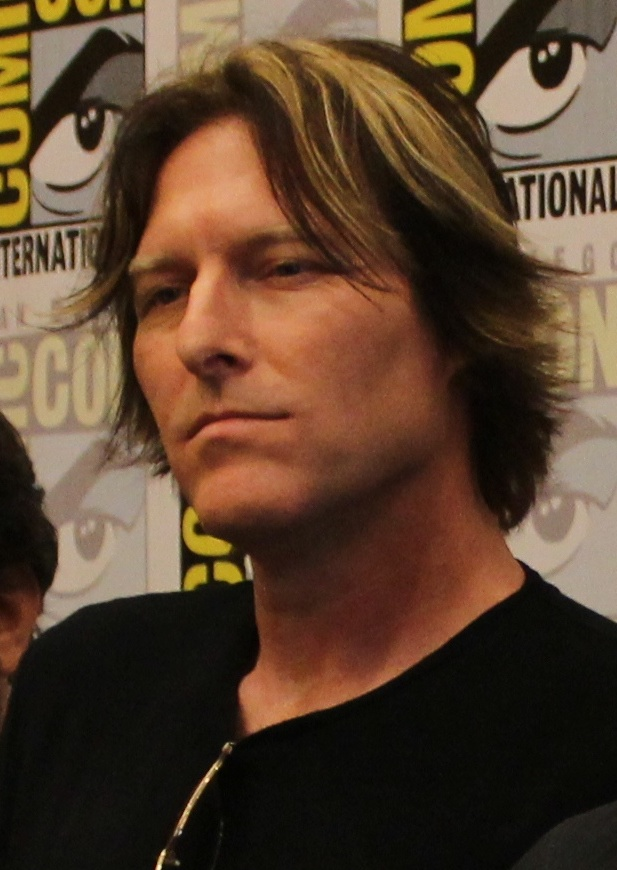
Tyler Bates (2014)

Tyler Bates (* 5. Juni 1965 in Los Angeles) ist ein US-amerikanischer Musikproduzent, Komponist und Musiker. Er ist zudem Leadgitarrist der Band Marilyn Manson.

## Leben
Bates wuchs in Chicago auf. 1993 gründete er zusammen mit der Sängerin Lisa Papineau die Formation Pet. Beide bekamen einen Plattenvertrag bei Atlantic Records und waren unter anderen auf dem Soundtrack von The Crow – Die Rache der Krähe vertreten. Daneben produzierte Bates andere Künstler und war als Gitarrist auf Alben von „Vas“ und den „Beastie Boys“ vertreten.
Während dieser Zeit komponierte Tyler Bates erste Stücke für Filme. Ab 2000 tat er dies ausschließlich und war nebenbei Schlagzeuger bei JBOT. Seit 2014 arbeitet er zudem für und mit der Band Marilyn Manson.
2007 und 2009 wurde er jeweils mit einem BMI Film Music Award geehrt, 2010 erhielt er für seine Arbeit an der Serie Californication den BMI Cable Award. Im Zuge der Aktivitäten zu dieser Serie lernte er den Schauspieler und Sänger Marilyn Manson kennen, der in der sechsten Staffel einen Gastauftritt hatte.
2014 nahm er dann zusammen mit Manson und dessen Band das Album The Pale Emperor auf, auf dem er für die Komposition des gesamten Instrumentalmaterials verantwortlich ist. Diese Zusammenarbeit setzte er für das 2017er Manson-Album Heaven Upside Down fort. 2017/2018 übernahm er bei der gleichnamigen Tour – wie bereits beim Vorgängeralbum – die Leadgitarre in der Band.

## Filmografie (Auswahl)
- 1997: Wie ich zum ersten Mal Selbstmord beging (The Last Time I Committed Suicide)
- 1998: Die nackte Wahrheit über Männer und Frauen (Denial)
- 2000: Get Carter – Die Wahrheit tut weh (Get Carter)
- 2000: Shriek – Schrei, wenn du weißt, was ich letzten Freitag, den 13. getan habe (Shriek If You Know What I Did Last Friday the Thirteenth)
- 2001: Schlimmer geht’s immer! (What’s the Worst That Could Happen?)
- 2002: City of Ghosts
- 2002: Halbtot – Half Past Dead (Half Past Dead)
- 2004: Dawn of the Dead
- 2004: The Dead Will Tell
- 2005: Miss Undercover 2 – Fabelhaft und bewaffnet (Miss Congeniality 2: Armed and Fabulous)
- 2005: The Devil’s Rejects
- 2006: Slither – Voll auf den Schleim gegangen (Slither)
- 2006: 300
- 2007: Halloween
- 2007–2014: Californication (Fernsehserie)
- 2008: Doomsday – Tag der Rache (Doomsday)
- 2008: Day of the Dead
- 2008: Der Tag, an dem die Erde stillstand (The Day the Earth Stood Still)
- 2009: Watchmen – Die Wächter (Watchmen)
- 2009: Halloween II
- 2010: Super – Shut Up, Crime! (Super)
- 2010: Dein Weg (The Way)
- 2011: Sucker Punch
- 2011: Conan (Conan the Barbarian)
- 2011: Darkest Hour (The Darkest Hour)
- 2011: Killer Joe
- 2012: Dein Weg (The Way)
- 2013: Low Winter Sun (Fernsehserie)
- 2014: Flug 7500 – Sie sind nicht allein (Flight 7500)
- 2014: Guardians of the Galaxy
- 2014–2016: Salem (Fernsehserie)
- 2014–2017: Kingdom (Fernsehserie)
- 2016: Das Belko Experiment (The Belko Experiment)
- 2017: John Wick: Kapitel 2 (John Wick: Chapter 2)
- 2017: Atomic Blonde
- 2017: Guardians of the Galaxy Vol. 2
- 2017–2019: Marvel’s The Punisher (Fernsehserie)
- 2018: Ein ganz gewöhnlicher Held (The Public)
- 2018: Deadpool 2
- 2018: Bad Spies (The Spy Who Dumped Me)
- 2019: John Wick: Kapitel 3 (John Wick: Chapter 3 – Parabellum)
- 2019: Fast & Furious: Hobbs & Shaw (Fast & Furious Presents: Hobbs & Shaw)
- 2019–2020: Stumptown (Fernsehserie)
- seit 2019: Primal (Fernsehserie)
- 2020: Books of Blood
- 2022: X
- 2022: Day Shift
- 2022: Pearl
- 2023: John Wick: Kapitel 4 (John Wick: Chapter 4)
- 2024: MaXXXine
- 2025: Havoc
- 2025: From the World of John Wick: Ballerina
- 2025: One Spoon of Chocolate